# Alfred Bolander
Alfred Bolander (i riksdagen kallad Bolander i Sala), född 22 oktober 1873 i Örsås, död 25 april 1951 i Sala, var en svensk rådman och politiker (liberal). 
Alfred Bolander verkade som kronolänsman och landsfiskal i Salabygden till 1932, då han utsågs till extra rådman i staden. Han var också politiskt aktiv i staden och var bland annat drätselkammarens ordförande 1914–1921 samt 1924–1934 samt stadsfullmäktiges ordförande 1943–1947.
Han var riksdagsledamot i andra kammaren för Västmanlands läns östra valkrets under 1917 samt för Västmanlands läns valkrets från 17 april 1924 till samma års utgång. Han tillhörde Frisinnade landsföreningen och tillhörde dess riksdagsparti Liberala samlingspartiet under 1917; vid återkomsten till riksdagen 1924 hade den liberala partisplittringen nyss inträffat och han betecknade sig som vilde för att markera oberoende mellan de båda nya liberala riksdagsgrupperna.